# Хенниг, Шелли
Ше́лли Кэ́трин Хе́нниг (англ. Shelley Catherine Hennig; род. 2 января 1987, Новый Орлеан, Луизиана) — американская актриса, наиболее известна благодаря роли Блэр в фильме «Убрать из друзей», Дианы Мид в телесериале «Тайный круг» и Малии Хейл в телесериале «Волчонок».

## Биография
Хенниг была выдающейся ученицей в средней школе Дестрехана, куда её семья переехала вскоре после её рождения. В школьном возрасте начала заниматься танцами, завоевала много наград в танцевальных конкурсах. Шелли любила писать, два её стихотворения были опубликованы в сборнике поэзии молодых авторов.
В 14 лет лишилась старшего брата, который погиб в автокатастрофе по вине пьяного водителя. После этой трагедии Хенниг стала выступать против употребления алкоголя несовершеннолетними и участвовала в некоммерческой организации под названием CADA (совет по проблемам алкоголизма и наркомании).

## Карьера

### Юная Мисс США
В ноябре 2003 года дебютировала в конкурсе красоты и получила титул «Юная Мисс Луизиана США». В августе Хенниг представляла Луизиану в конкурсе «Юная Мисс США 2004», который состоялся в Палм-Спрингс, штат Калифорния. Стала первой девушкой из штата Луизиана, выигравшей национальный титул после Али Ландри (Мисс США 1996).
Во время своего триумфа Хенниг была частым гостем на телевидении и ораторских выступлениях, занималась работой в некоммерческих организациях. Её «правление» закончилось на 8 августа 2005 года, когда передала корону Алли ЛаФорс из Огайо. Передав свою корону, Хенниг стала участницей в реалити-шоу MTV, старалась победить со своим собственным проектом «После короны», но была отстранена.

### Актриса
20 апреля 2007 года Хенниг присоединилась к актёрскому составу сериала «Дни нашей жизни», где сыграла роль Стефани Джонсон. В 2010 году была номинирована.
В 2011—2012 годах сыграла главную роль (Диана Мид) в сериале «Тайный круг» по мотивам серии книг Л.Дж. Смит. 11 мая 2012 было объявлено, что сериал не продлен на второй сезон из-за низких рейтингов. Шелли появилась в сериале «Зак Стоун собирается стать популярным», в роли Кристи Акерман. В 2014—2017 годах Хенниг снималась в сериале «Волчонок» на канале MTV в роли Малии Тейт.

## Избранная фильмография
| Год       |    | Русское название                       | Оригинальное название                                                | Роль            |
| --------- | -- | -------------------------------------- | -------------------------------------------------------------------- | --------------- |
| 2007—2017 | с  | Дни нашей жизни                        | Days of Our Lives                                                    | Стефани Джонсон |
| 2011—2012 | с  | Тайный круг                            | The Secret Circle                                                    | Диана Мид       |
| 2013      | с  | Правосудие                             | Justified                                                            | Джеки Невада    |
| 2013      | с  | Зак Стоун хочет стать знаменитым       | Zach Stone Is Gonna Be Famous                                        | Кристи Акерман  |
| 2014      | с  | Голубая кровь                          | Blue Bloods                                                          | Майя            |
| 2014      | с  | У друзей жизнь лучше                   | Friends with Better Lives                                            | Молли           |
| 2014      | ф  | Уиджи: Доска Дьявола                   | Ouija                                                                | Дебби           |
| 2014—2017 | с  | Волчонок                               | Teen Wolf                                                            | Малия Тейт      |
| 2015      | ф  | Убрать из друзей                       | Unfriended                                                           | Блэр Лили       |
| 2015      | ф  | Поиски                                 | Scout                                                                | Мелинда         |
| 2016      | ф  | Лето на восьмерых                      | Summer of 8                                                          | Лили Хантер     |
| 2017      | ф  | Роман Израэл, Esq.                     | Roman J. Israel, Esq.                                                | Оливия          |
| 2017      | с  | Перекресток свободы                    | Liberty Crossing                                                     | Карли Эмброус   |
| 2018      | ф  | Когда мы познакомились                 | When We First Met                                                    | Кэрри Грей      |
| 2018      | ф  | Афтепати                               | The After Party                                                      | Алиша           |
| 2018      | тф | Ложная прибыль                         | False Profit                                                         | Хилари Дженкел  |
| 2019      | с  | Куколка                                | Dollface                                                             | Рамона          |
| 2022      | с  | Женщина в доме напротив девушки в окне | The Woman in the House Across the Street from the Girl in the Window | Лиза            |
| 2023      | с  | Готовые                                | Obliterated                                                          | Ава Уинтерс     |

## Награды и номинации
| Награда               | Год  | Категория                                          | Работа          | Результат |
| --------------------- | ---- | -------------------------------------------------- | --------------- | --------- |
| Дневная премия «Эмми» | 2010 | Выдающаяся молодая актриса в драматическом сериале | Дни нашей жизни | Номинация |
| Дневная премия «Эмми» | 2012 | Выдающаяся молодая актриса в драматическом сериале | Дни нашей жизни | Номинация |
| Teen Choice Awards    | 2016 | Лучшая актриса летнего шоу                         | Волчонок        | Победа    |